# Manfred Grabler
Manfred Grabler (ur. 27 maja 1947 w St. Johann im Pongau) – austriacki narciarz alpejski. 

## Kariera
Od 1969 r. reprezentował Australię. Nie startował na igrzyskach olimpijskich. Zajął 6. miejsce w zjeździe na mistrzostwach w Sankt Moritz. Najlepsze wyniki w Pucharze Świata osiągnął w sezonie 1973/1974, kiedy to zajął 30. miejsce w klasyfikacji generalnej.

## Sukcesy

### Puchar Świata

#### Miejsca w klasyfikacji generalnej
- 1973/1974 – 30.
- 1974/1975 – 32.

#### Miejsca na podium
1. Zell am See – 18 grudnia 1973 (zjazd) – 3. miejsce